# Ертысбаев, Ермухамет Кабидинович
Ермухамет Кабидинович Ертысбаев (каз. Ермұхамет Қабиденұлы Ертісбаев, род. 19 ноября 1956 года) — государственный, политический и общественный деятель Республики Казахстан, Доктор политических наук, профессор. Чрезвычайный и Полномочный Посол Республики Казахстан в Грузии (2013—2017 гг.), Чрезвычайный и Полномочный Посол Республики Казахстан в Республике Беларусь. Постоянный Представитель при Уставных органах СНГ (2017—2019 гг.), Министр культуры информации и спорта Республики Казахстан (2006—2008 годов). 12 лет занимал пост Советника Нурсултана Назарбаева. В настоящее время руководитель Народной партии Казахстана. Дипломатический ранг — Чрезвычайный и Полномочный Посол.

## Биография
Родился в Караганде. Происходит из рода таракты.
Окончил Карагандинский государственный университет.
Трудовую деятельность начал в 1978 году на должности ассистента в Жезказганском педагогическом институте.
В 1982—1986 гг. — Преподаватель, аспирант Московского Государственного Университета (МГУ) им. М.Ломоносова.
Служил в рядах Советской Армии, рота связи, Прибалтийский военный округ СССР.
Занимался научной и преподавательской деятельностью.
В 1990-1994 годах, Член Комитета по науке и народному образованию Верховного Совета Казахской ССР. Депутат Верховного Совета Республики от города Караганды (на выборах победил секретаря Карагандинского обкома КП Казахстана).
Секретарь Политического Исполкома Социалистической партии Республики Казахстан.
В 1995 году Распоряжением Президента Республики Казахстан назначен Советником Президента Республики Казахстан по вопросам внутренней политики.
С 1998 года — Директор Казахстанского института стратегических исследований при Президенте Республики Казахстан.
С 2000 года — Заведующий общественно-политическим отделом Администрации Президента Республики Казахстан.
С 2002 года — Советник Президента Республики Казахстан по вопросам внутренней политики.
18 января 2006 года Указом Президента Казахстана Ермухамет Ертысбаев был назначен Министром культуры, информации и спорта Республики Казахстан.
27 марта 2006 года Министерство культуры, информации и спорта Республики Казахстан было разделено на Министерство культуры и информации Республики Казахстан и Министерство туризма и спорта Республики Казахстан.
28 марта Указом Президента Казахстана Ермухамет Ертысбаев был назначен Министром культуры и информации Республики Казахстан.
12 мая 2008 года назначен Советником Президента Республики Казахстан.
3 апреля 2013 года назначен Чрезвычайным и Полномочным Послом Республики Казахстан в Грузии.
24 ноября 2017 года освобожден от должности Чрезвычайного и Полномочного посла Республики Казахстан в Грузии.
2017—2019 гг. Чрезвычайный и Полномочный Посол Республики Казахстан в Республике Беларусь.
12 августа 2019 года Указом Главы государства освобожден от должности Чрезвычайного и Полномочного Посла Республики Казахстан в Республике Беларусь, Постоянного Представителя при Уставных органах СНГ по совместительству по собственному желанию.
После возвращение в Казахстан Ертысбаев активно занимается общественно-политической деятельностью. Вернувшись в Казахстан выступил с рядом громких и обсуждаемых статей и интервью.
13 сентября 2019 года состоялись публичные, резонансные дебаты с бывшим председателем совета директоров БТА банка, видеоблогером Мухтаром Аблязовым, лидером оппозиционного движения «Демократический выбор Казахстана», который проживает во Франции.
28 марта 2022 года на XIX внеочередном съезде Народной партии Казахстана Ермухамет Ертысбаев был избран председателем НПК.
В 2022 году, говоря о российско-украинской войне, Ертысбаев упрекнул президента Украины Владимира Зеленского, заявив, что он «три года назад обещал мир на Донбассе, но не выполнил своего обещания», при этом Ертысбаев обвинил в происходящей войне Запад и оправдывал российскую позицию.

## Награды
- Орден Парасат (2010)[13]
- Орден Достык 2 степени (2016)[14]
- Орден Курмет (2001)[15]
- Медаль «10 лет Астане» (2008)
- Юбилейная медаль «Қазақстан Республикасының тәуелсіздігiне 10 жыл» (10 лет независимости Казахстана)[16]
- Орден «За заслуги» III степени (Украина, 25 февраля 2008) — за значительный личный вклад в укрепление дружбы между народами Украины и Казахстана, развитие украинско-казахстанского сотрудничества[17]
- Чрезвычайный и Полномочный Посол (2019)